# Zingel (Befestigung)
Als Zingel (lat. cingulum = Gürtel) bezeichnete man einen Teil der Vorburg.
Ursprünglich verstand man darunter die Palisade mit voranliegendem Wall und einem Burggraben, im Hoch- und Spätmittelalter schließlich die äußere Ringmauer einer Burg oder Stadt, auch Zingelmauer genannt, die dem umgebenden Gelände angepasst war.
Oft auch Mantelmauer oder Bering genannt, lebt der Begriff selbst heute noch in Straßennamen wie zum Beispiel in Eckernförde, Hildesheim, Husum, Meldorf oder Salzgitter weiter. Erweiterte Benennungen finden sich in Bremerhaven („Zingelke“), Essen („Zingelpfad“) oder Niemberg („Zingelrain“). Insgesamt gibt es allein im deutschen Gebiet rund 30 Wege und Straßen, die auf diesen Ursprung hindeuten. Außerdem hat sich der Name als Familienname ausgebildet.
Siehe auch: Zwinger